# Yi Gyu-gyeong
 (mars 2023).
Si vous disposez d'ouvrages ou d'articles de référence ou si vous connaissez des sites web de qualité traitant du thème abordé ici, merci de compléter l'article en donnant les références utiles à sa vérifiabilité et en les liant à la section « Notes et références ».
Yi Kyu-gyŏng (hangeul : 이규경 ; hanja : 李圭景 ; RR : Yi Gyu-gyeong ; né en 1788 et décédé en 1856) est un lettré coréen de la période Joseon. Il fait partie des réformistes Silhak qui visent à moderniser le régime coréen dans un contexte de montée en puissance des autres pays de la région.
Il est l'auteur d'une encyclopédie, la Oju yeonmun jangjeon sango (ko).